# 出島の三学者
出島の三学者（でじまのさんがくしゃ）は、江戸時代、長崎の出島（オランダ商館）に来日し博物学的研究を行ったエンゲルベルト・ケンペル、カール・ツンベルク、フィリップ・フランツ・フォン・シーボルトの3人の学者のこと。当時江戸幕府は鎖国政策によりオランダとの交易のみを認めていたが、3人はいずれもオランダ人ではなかった。各・旅行記は、平凡社東洋文庫で刊行されている。
エンゲルベルト・ケンペル（エンゲルベアト・ケンプファー）ドイツ人医師・博物学者。元禄3年（1690年）から元禄5年（1692年）まで出島に滞在。長崎商館医を務めた。植物学を中心に博物学研究を行い、出島に薬草園を作った。著書『日本誌』は、英訳版が没後刊行された。
カール・ツンベルク（カール・トゥーンベリ）スウェーデン人医師・植物学者。リンネの弟子。安永4年（1775年）から安永5年（1776年）まで出島に滞在。長崎商館医を務めた。多数の植物標本を持ち帰り学名を付けた。通詞や蘭学者に医学・薬学・植物学を教えた。著書『日本紀行』など。
フィリップ・フランツ・フォン・シーボルト（フィリップ・フランツ・フォン・ズィーボルト）文政6年（1823年）から文政12年（1829年）まで出島に滞在。長崎商館医として着任したが、翌年には鳴滝塾を開き、日本人らに医学・博物学の指導を行う。精力的に日本についての資料の収集に努めた。文政11年（1828年）シーボルト事件を起こし、翌年国外追放。安政6年（1859年）オランダ商事会社顧問として再来日。江戸幕府の外交顧問としても働いた。文久2年（1862年）帰国。著書に『日本』『日本植物誌』『日本動物誌』がある。一連の日本研究文献は、アメリカ海軍のペリーの来航交渉にも影響を与えた。